# رکس (کارولینای شمالی)
رکس (به انگلیسی: Rex) شهری در ایالت کارولینای شمالی کشور ایالات متحده آمریکا است که جمعیت آن در سرشماری سال ۲۰۱۰ میلادی، ۵۵ نفر بوده‌است.